# Lista Monumentelor Eroilor Români din Primul Război Mondial

## România

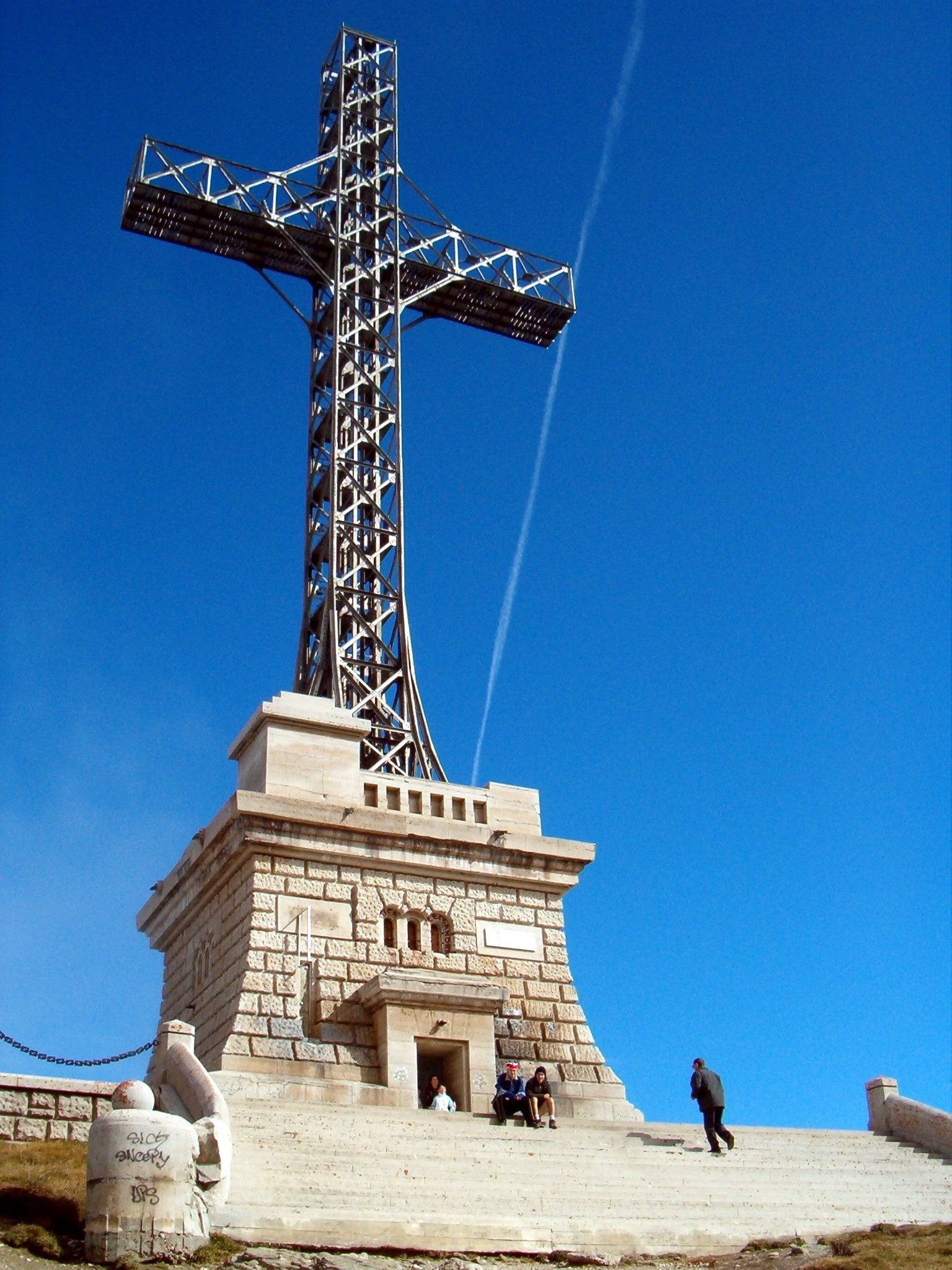
Crucea Eroilor Neamului de pe Caraiman.

### Alba
- Acmariu
- Almașu de Mijloc
- Berghin
- Băgău
- Bărăbanț
- Bucerdea Vinoasă
- Cetatea de Baltă
- Ciumbrud
- Ciugud
- Cunța
- Cut
- Decea
- Fărău
- Hăpria
- Ighiu
- Ighiel
- Inoc
- Izvoru Ampoiului
- Lancrăm
- Limba
- Livezile
- Măgina
- Mesentea
- Meteș
- Micești
- Ocoliș
- Pănade
- Pianu de Jos
- Pianu de Sus
- Răhău
- Sâncel
- Sâncrai
- Sântimbru
- Sălciua de Jos
- Sebeș
- Sebeșel
- Straja
- Șpring
- Șugag
- Valea Lupșii
- Vinerea
- Vințu de Jos
- Unirea
- Tibru
- Tiur

### Arad
- Lipova

### Bacău
- Bacău
- Bogdănești
- Comănești Comănești
- Oituz
- Onești
- Poiana Sărată (Oituz)

### Bistrița-Năsăud
- Bistrița
- Ciceu-Giurgești
- Coasta
- Cristur-Șieu
- Fântânița
- Florești
- Galații Bistriței
- Ghemeș
- Măluț
- Năsăud
- Silivașu de Câmpie

### Brașov
- Apața
- Cața
- Calbor
- Comăna de Sus
- Dăișoara
- Drăușeni
- Dumbrăvița
- Ghimbav
- Grânari
- Fundata
- Hărman
- Lisa
- Purcăreni
- Șercaia
- Ungra
- Vad

### Caraș-Severin
- Berzovia
- Comorâște

### Călărași
- Șoldanu

### Covasna
- Barcani
- Întorsura Buzăului
- Sita Buzăului
- Zagon

### Cluj
- Dej

### Dolj
- Cleanov
- Robănești

### Harghita
- Capu Corbului
- Corbu
- Gălăuțaș
- Miercurea Ciuc
- Subcetate
- Toplița
- Tulgheș
- Valea Uzului

### Iași
- Iași

### Ilfov
- Ciolpani
- Snagov
- Gruiu

### Maramureș
- Berința
- Borcut
- Bozânta Mare
- Cărbunari
- Șișești

### Mehedinți
- Drobeta-Turnu Severin

### Mureș
- Abuș
- Apold
- Bahnea
- Bistra Mureșului
- Cucerdea
- Deleni (Ideciu de Jos)
- Frunzeni

### Olt
- Caracal

### Prahova
- Lapoș

### Sibiu

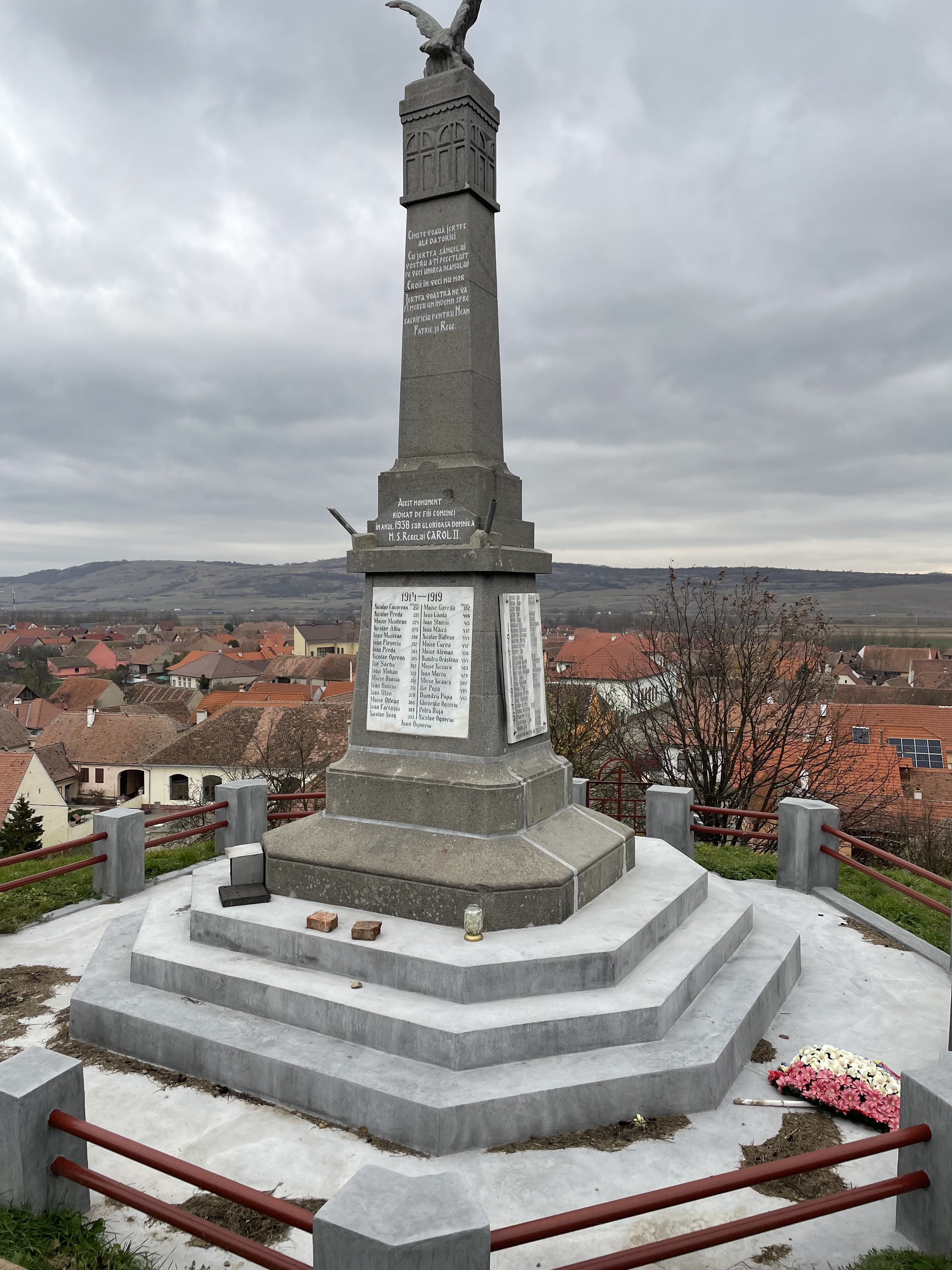
Monumentul Eroilor căzuți in primul război mondial WW1, ridicat in Apold u de Jos, Sibiu

- Apoldu de Jos, Sibiu

- Biertan

- Blăjel
- Boița
- Bradu
- Brateiu
- Chirpăr
- Cisnădie
- Cristian
- Daia
- Dumbrăveni
- Ernea
- Fântânele
- Galeș
- Gura Râului
- Jina
- Mag
- Orlat
- Păuca
- Pelișor
- Poiana Sibiului
- Poplaca
- Presaca
- Racovița
- Roșia
- Ruja
- Sadu
- Săcădate
- Săliște
- Sărata
- Șeica Mare
- Șeica Mică
- Șelimbăr, Sibiu pe Șelimbăr
- Șmig
- Tilișca
- Vărd
- Veștem

### Sălaj
- Almașu

### Timiș
- Bogda
- Chevereșu Mare
- Lugoj

### Vâlcea
Sășcioara

### Vrancea
- Adjud
- Soveja